# Шипкинский переулок (Санкт-Петербург)
Ши́пкинский переулок — самая короткая улица во Фрунзенском районе Санкт-Петербурга, соединяющая Будапештскую улицу (в районе 104 дома) с Загребским бульваром (в районе дома 31). Улица протянулась с запада на восток параллельно улице Ярослава Гашека. Названа в 1978 году в честь героической обороны Шипкинского перевала русской армией в 1877 году.
Переулок засажен рябиной, березой, снежноягодником, черёмухой.

## Здания
На Шипкинском переулке располагается автостоянка и салон красоты «Orange» (дом 3, корпус 1). Также дом 3 именуется «Пизанской башней», поскольку из-за недооценки «болотного» фактора он отклонился от вертикальной оси на 80 см, но спустя какое-то время был полностью выпрямлен. Рядом с ним, в глубине двора, расположено недостроенное «проблемное здание» (дом 3, корпус 2).